# Sky Katz
Sky Katz, född den 12 december 2004 i Melville, New York är en amerikansk skådespelare.
Katz har bland annat medverkat i TV-serierna Raven's Hem mellan 2017 och 2021 och Surviving Summer mellan 2022 och 2023 där hon spelar en av huvudrollerna.

## Filmografi (i urval)
- 2017-2021: Raven's Hem
- 2022-2023: Surviving Summer